# Chromodoris barnardi
Chromodoris barnardi es una especie de molusco nudibranquio de la familia Chromodorididae.

## Reproducción
Como todos los opistobranquios, son hermafroditas y producen tanto huevos como esperma. El conducto genital y la prominente abertura genital están situados cerca de la cabeza, en el lado derecho del cuerpo. Tras la fertilización producen larvas planctónicas, que cuentan con una concha para protegerse durante la fase larval, y que, al evolucionar a su forma definitiva la pierden.